# Односи Југославије и Савета за узајамну економску помоћ
Односи Југославије и Савета за узајамну економску помоћ били су некадашњи односи између ФНР/СФР Југославије и Савета за узајамну економску помоћ.

## Историјат
Совјетски Савез је 1949. формирао Савет за узајамну економску помоћ (ЦМЕА, или СЕВ) земаља у Источној Европи које су припадале источном блоку (Бугарска, Чехословачка, Источна Немачка, Мађарска, Пољска и Румунија), укључујући и Монголију (Куба, Северна Кореја и Вијетнам су се прикључиле касније).
У обнови Југославије после Другог светског рата било је планирано да се капитал и технологија увезу из СССР. Међутим због разлаза у оснобним питањима односа између социјалистичких земља, дошло је до блокаде Југославије од СССР и других земаља Информбироа у периоду од 1950. до 1954. Овај разлаз је погодио југословенску привреду пошто је спољна трговина била претежно оријентисана на СССР и источноевропске земље (око 50 одсто извоза и 45 одсто увоза). У току прекида економских односа са овом групацијом земаља југословена размена са њима је сведена на нулу, иако су оне до 1948. чиниле преко половине укупне размене са иностранством.
Међутим Совјетски Савез је попустио пред одлучним ставом Југославије, па је тада Никита Хрушчов 1955. дошао у Београд ради измирења и обнављања трговинских односа.
До 1964. спољнотрговинска и укупна економска сарадња са земљама СЕВ-а се оснивала углавном на билатералној основи. Међутим 17. септембра 1964. Споразумом закљученом у Прагу, Југославија је добила правни статус. Споразум о учествовању СФРЈ у раду органа СЕВ-а временски није био ограничен, а по карактеру је био јединствен у односу на све споразуме које је СЕВ до тада закључио са другим земљама. На темељу овог споразума Југославија је добила право да учествује у 23 органа СЕВ-а, односно свих оних органа у којима је имала интерес.
У економским односима Југославије и СЕВ-а обим размене је стално растао. Дугорочно посматрано СЕВ је имао важно и врло стаблино друго место у југословенској спољнотрговинској размени (после подручја ЕЕЗ).
СССР је био најважнији југословенски партнер у оквиру ове групације земаља.
Учешће земаља СЕВ-а у укупном југословнском извозу је у неким годинама износило 45 одсто, па чак и 50 одсто, што значи да ово подручје са традицијало другог избијало на прво место. У тим годинама (нпр. 1985. године), СССР је био највећи партнер Југославије, са уделом од 27,3% у укупном југословнском извозу и учешћем од 16,4% у укупном југословнском увозу.
У току 1986, 1987, и 1988. економска сарадња СФРЈ са СЕВ-ом се одвије уз све веће тешкоће, па удео овог подручја у укупном југословенском извову опада са 47 одсто у 1986, на 33 одсто у 1987. Такође опада и учешће ових земаља у укупном југословенском увозу и то са 32 одсто у 1986, на 30 одсто у 1987.
После 1989. комунистички режими су пропали у целој Источној Европи, и дошло као резултат до ликвидације СЕВ-а, и до уједињења Немачке.